# Vladimír Hašek
Vladimír Hašek (9. září 1892 Postoloprty – 21. listopadu 1968 Český Krumlov) byl český archivář.

## Životopis
Narodil se v dnes již neexistujícím domě čp. 48 hospodářskému správci ve schwarzenberské vrchnostenské kanceláři Josefu Haškovi. Roku 1911 maturoval na Reálném gymnáziu ve Slaném a v letech 1911–1914 studoval na univerzitách v Praze a v Mnichově jazyky a muzikologii. V roce 1919 nastoupil do schwarzenberského archivu v Českém Krumlově. Aby získal potřebnou kvalifikaci, vystudoval Státní archivní školu v Praze, kde absolvoval v roce 1924. Českokrumlovskému archivu, který se po válce stal státním, zůstal věrný po celou svou profesní kariéru až do roku 1958. Poslední tři roky ho vedl. V letech 1945–1955 zastával funkci okresního konzervátora státní památkové péče, které využil k záchraně řady stavebně-historických památek v Českém Krumlově. Po roce 1945 se zasloužil o obnovení hudební školy v Českém Krumlově a jako předseda hudebního spolku Dalibor přispěl k rozvoji hudebního života ve městě. Jeho profesní specializací bylo zpracovávání a katalogizace hudebních památek. Zaregistroval notový materiál z deseti kůrů v jihočeském regionu, celkem kolem 3200 skladeb. V odborném tisku publikoval řadu studií z dějin hudby a podílel se na vydání Průvodce po Státním oblastním archivu v Třeboni.

## Výběrová bibliografie
- Lovecká kapela knížat ze Schwarzenberku, Radiojournal 10, 1932, č. 46.
- Schwarzenberská granátnická garda, Tradice 1934, č. 2, s. 28–31.
- Hudební archiv v Českém Krumlově, Muzikologie 1, 1938.
- Dva staré hudební nástroje na třeboňském děkanství, Cyril 67, 1941.
- M. Antonín Michael z Ebersbachu, rožmberský alchymista, Časopis společnosti přátel starožitností Praha 60, 1958, s. 186–189.
- Hadač, Václav, Hanesch, Josef, Hašek, Vladimír (eds.), Průvodce po archivních fondech, sv. 2, Státní archiv v Třeboni. Praha, Archivní správa ministerstva vnitra ČSR, 1958.